# Gyrinus argentinus
Gyrinus argentinus là một loài bọ cánh cứng trong họ van Gyrinidae. Loài này được Steinheil miêu tả khoa học năm 1869.